# Наврузький джамоат
Навру́зький джамоат (тадж. Ҷамоати Наврӯз) — джамоат у складі району Носірі Хусрава Хатлонської області Таджикистану.
Адміністративний центр — село Бешкаппа.
Населення — 13584 особи (2017).
До складу джамоату входять 7 сіл:
| Населений пункт | Стара назва | Населення, осіб (2017) |
| --------------- | ----------- | ---------------------- |
| Бешкаппа        | Бешкапа     | 5000                   |
| Ісфара          | -           | 25                     |
| Корвон          | -           | 597                    |
| Каракамар       | -           | 546                    |
| Мірзообод       | -           | 498                    |
| Сангоба         | -           | 6415                   |
| Хайдаробод      | -           | 503                    |